# Monarque à menton noir
Symposiachrus mundus
Espèce
Statut de conservation UICN

 LC  : Préoccupation mineure
Le Monarque à menton noir (Symposiachrus mundus, synonyme : Monarcha mundus) est une espèce d'oiseaux de la famille des Monarchidae.

## Répartition
Il est endémique des îles Tanimbar (Moluques, Indonésie).

## Habitat
Il habite les forêts subtropicales ou tropicales humides, en plaine ou en mangrove.